# Donald Chipp
Donald Leslie Chipp (né le 21 août 1925 à Melbourne et décédé le 28 août 2006 dans la même ville), est un homme politique australien. Il est représentant de la circonscription de Higinbotham, entre 1960 et 1969, puis représentant de la circonscription de Hotham de 1969 à 1977 avant d'être élu sénateur de Victoria de 1978 à 1986.

## Mandats
- Ministre de la Marine et du Tourisme du 26 janvier 1966 au 10 janvier 1968.
- Ministre des Coutumes de 1969 au 10 mars 1971.
- Ministre de la Sécurité sociale du 2 décembre 1972 au 11 novembre 1975.
- Ministre des Rapatriés, de la Santé et de la Sécurité sociale du 11 novembre 1975 au 11 mars 1983.
- Leader du Parti démocrate australien de 1977 au 1986.